# Чайківська сільська рада
Чайківська сільська рада — колишня адміністративно-територіальна одиниця та орган місцевого самоврядування у Потіївському, Радомишльському і Малинському районах Малинської і Волинської округ, Київської й Житомирської областей Української РСР та України з адміністративним центром у с. Чайківка.

## Населені пункти
Сільській раді були підпорядковані населені пункти:
- с. Чайківка

## Населення
Відповідно до результатів перепису населення СРСР, кількість населення ради станом на 12 січня 1989 року становила 1 046 осіб.
Станом на 5 грудня 2001 року, відповідно до перепису населення України, кількість мешканців сільської ради становила 772 особи.

## Склад ради
Рада складалася з 12 депутатів та голови.

### Керівний склад сільської ради
| ПІБ                         | Основні відомості                                                 | Дата обрання | Дата звільнення |
| --------------------------- | ----------------------------------------------------------------- | ------------ | --------------- |
| Богуславець Василь Іванович | Сільський голова, 1951 року народження, освіта                    | 26.03.2006   | 31.10.2010      |
| Богуславець Василь Іванович | Сільський голова, 1951 року народження, освіта вища, безпартійний | 31.10.2010   |                 |

Примітка: таблиця складена за даними джерела

## Історія
Створена 1923 року в складі с. Чайківка та хутора Хатки Горбулівської волості Радомисльського повіту Київської губернії. Станом на 10 жовтня 1925 року в підпорядкуванні значився х. Чайківська Рудня. На 2 лютого 1928 року х. Чайківська Рудня не перебував на обліку населених пунктів, на 1 жовтня 1941 року х. Хатки не перебував на обліку населених пунктів.
Станом на 1 вересня 1946 року сільська рада входила до складу Потіївського району Житомирської області, на обліку в раді перебувало с. Чайківка.
На 1 січня 1972 року сільська рада входила до складу Радомишльського району Житомирської області, на обліку в раді перебувало с. Чайківка.
Виключена з облікових даних 17 липня 2020 року. Територію та населені пункти ради, відповідно до розпорядження Кабінету Міністрів України № 711-р від 12 червня 2020 року «Про визначення адміністративних центрів та затвердження територій територіальних громад Житомирської області», включено до складу Радомишльської міської територіальної громади Житомирського району Житомирської області.
Входила до складу Потіївського (7.03.1923 р.), Радомишльського (21.01.1959 р., 4.01.1965 р.) та Малинського (30.12.1962 р.) районів.